# Barbara Schroeren-Boersch
Barbara Schroeren-Boersch (* 18. Juli 1956 in Viersen) ist eine deutsche Politikerin (Bündnis 90/Die Grünen). Sie trat 1988 im Landtagswahlkreis Freiburg I an, rückte 1990 für die Grünen Baden-Württemberg in den Landtag nach und war bis 1992 Abgeordnete des Landtags von Baden-Württemberg.

## Werdegang
Nach dem Abitur absolvierte Schroeren-Boersch eine Ausbildung zur Krankenschwester in Viersen, die sie 1977 mit dem Examen abschloss. Im Anschluss arbeitete sie als Krankenschwester in Viersen, Düsseldorf und Müllheim (Baden). Ab 1983 war sie Hausfrau und widmete sich der Erziehung ihrer Kinder. Seit 2006 betreibt sie in ihrem Wohnort Auggen eine Website für Internetauftritte und Fotodesign.
Schroeren-Boersch engagierte sich in den 1970er Jahren für Amnesty International. Sie trat 1983 den Grünen bei und war ab 1988 Mitarbeiterin in einem Müllheimer Abgeordnetenbüro. Bei der Landtagswahl 1988 trat sie gemeinsam mit Johanna Maria Quis im Wahlkreis Freiburg I an. Sie hatten vereinbart, dass jede das Mandat für zwei Jahre innehaben soll, um so noch genügend Zeit für die Familie zu haben. Johanna Maria Quis wurde in den Landtag gewählt und wurde stellvertretende Fraktionssprecherin. 1990 übergab sie das Mandat an Barbara Schroeren-Boersch. Aufgrund innerparteilicher Richtungsstreitigkeiten zwischen „Fundis“ und „Realos“ verzichtete sie bei der Landtagswahl 1992 auf eine weitere Kandidatur zum Landesparlament.